# 倪进祥
倪进祥（1972年10月8日—），男，汉族，安徽无为人，中华人民共和国书法家。

## 生平
1972年出生于安徽无为，1989年在安徽师范大学美术系深造，1991年入伍后得到启功、沈鹏等书法家指点。2000年被中国书协评为“全国首批德艺双馨书法家”。2008年被中国书协评为“中国书法进万家活动全国先进个人”。2016年被中国书画报社评为“2016中国书画界十大年度人物”。

## 社会兼职
中国书法家协会理事，中国楹联学会副会长，中华诗词学会理事，第十、十一、十二届全国青联委员，中央国家机关书法家协会副主席。